# Kianoush Rostami
Kianoush Rostami (in persiano کیانوش رستمی‎; Eslamabad-e Gharb, 23 luglio 1991) è un sollevatore iraniano naturalizzato kosovaro, vincitore della medaglia d’argento a Londra 2012.

## Palmarès
- Giochi olimpici

Londra 2012: argento negli 85 kg.
Rio de Janeiro 2016: oro negli 85 kg.
- Mondiali

Parigi 2011: oro negli 85 kg.
Almaty 2014: oro negli 85 kg.
Houston 2015: argento negli 85 kg.
- Giochi asiatici

Incheon 2014: argento negli 85 kg.
- Campionati asiatici

Tongling 2011:argento negli 85 kg.
Pyeongtaek 2012:argento negli 85 kg.
Tashkent 2020: oro negli 89 kg.